# York Castle

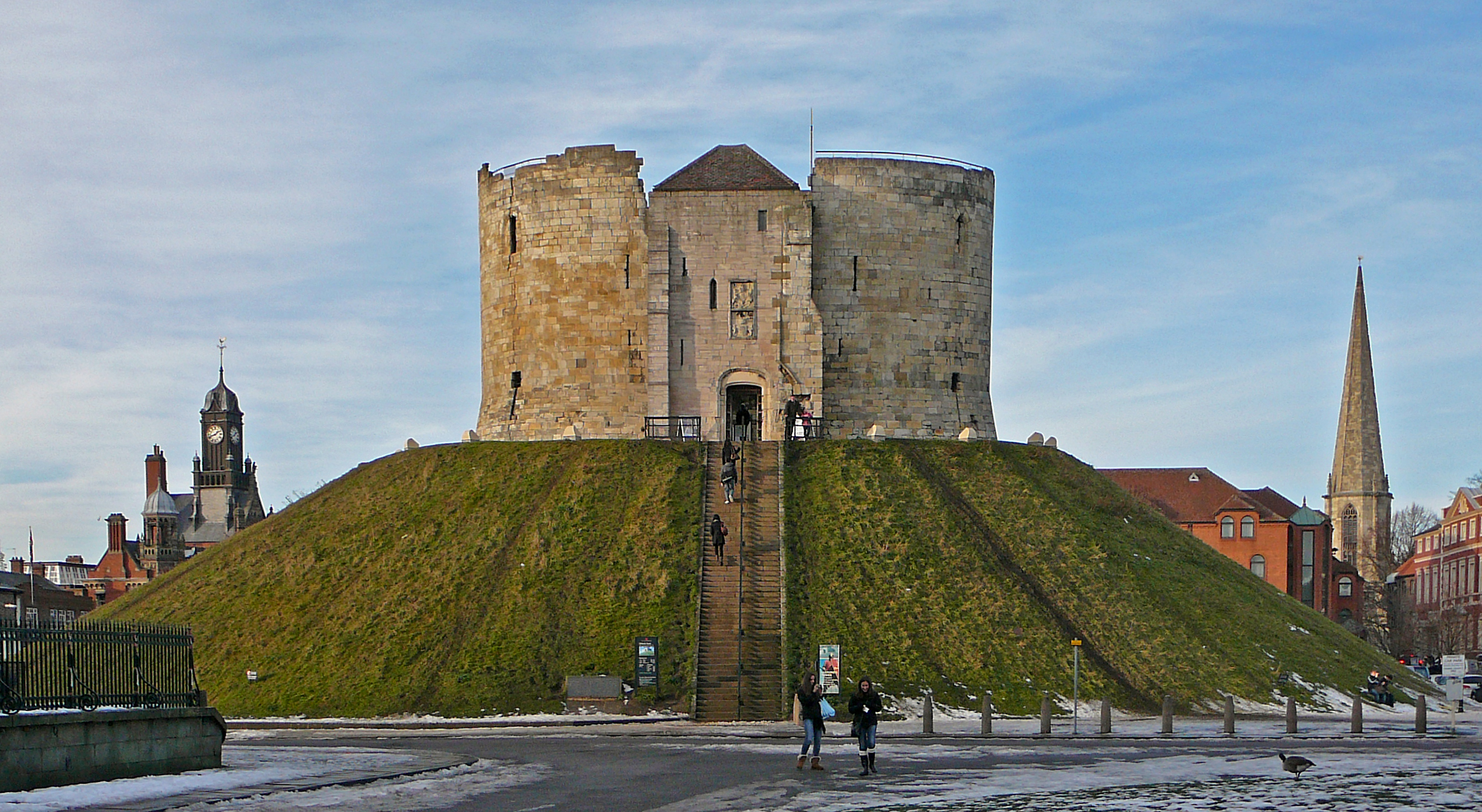
Clifford's Tower

York Castle is een kasteelruïne in het Engelse York. De donjon van het kasteel, Clifford's Tower, werd in opdracht van Willem de Veroveraar gebouwd om de voormalige Vikingstad Jórvík te besturen. Het eerste mottekasteel werd er opgetrokken in 1068. In de 15de en 16de eeuw raakte het in verval en werd het vaker gebruikt als gevangenis. In 1825 werd een nieuwe gevangenis gebouwd op het kasteelterrein; die werd afgebroken in 1935. Het kasteel is in handen van English Heritage. In de 18de-eeuwse gevangenis op de kasteeksite werd het York Castle Museum ondergebracht.